# Armée de Yougoslavie
 (novembre 2018).
Si vous disposez d'ouvrages ou d'articles de référence ou si vous connaissez des sites web de qualité traitant du thème abordé ici, merci de compléter l'article en donnant les références utiles à sa vérifiabilité et en les liant à la section « Notes et références ».
L'Armée de Yougoslavie, (en serbe : Војска Југославије, translit. :Vojska Jugoslavije) était entre 1992 et 2003[réf. nécessaire] l'armée de la république fédérale de Yougoslavie, créée en avril 1992 par Slobodan Milošević comme une union de la Serbie et du Monténégro.

## Historique
Son matériel lui venait de l'ancienne Armée populaire yougoslave, en place  en Serbie et au Monténégro mais aussi soustrait à la Croatie à la suite du Plan Vance (en)  de janvier 1992, et à la république de Macédoine, ainsi que de la plupart des unités de la marine yougoslave, anciennement basées sur la côte croate  et regroupées  à Bar et dans les bouches de Kotor.
Elle a d'abord fait la guerre par procuration en Bosnie-Herzégovine, alimentant en armes, munitions, solde des officiers  et renseignements l'Armée de la république serbe de Bosnie dont elle gérait aussi le personnel à partir de Belgrade. À partir de mars 1998,  elle a aussi entrepris, sous  couleur de contre-insurrection, une campagne de nettoyage ethnique de la population albanaise indigène au Kosovo, dont les habitants  avaient proclamé  l'indépendance  en octobre 1991 mais que le gouvernement de Belgrade  prétend lui appartenir déclenchant la guerre du Kosovo.
En 2003, elle est devenue les Forces armées serbes tandis que des unités stationnés au Monténégro constituait l'armée de cette nouvelle république.